# Бродосплит
«Бродосплит» (Brodosplit) — крупнейшая судоверфь Хорватии. Расположена в заливе Супавал, на северном побережье полуострова Марьян у города Сплит.

## История

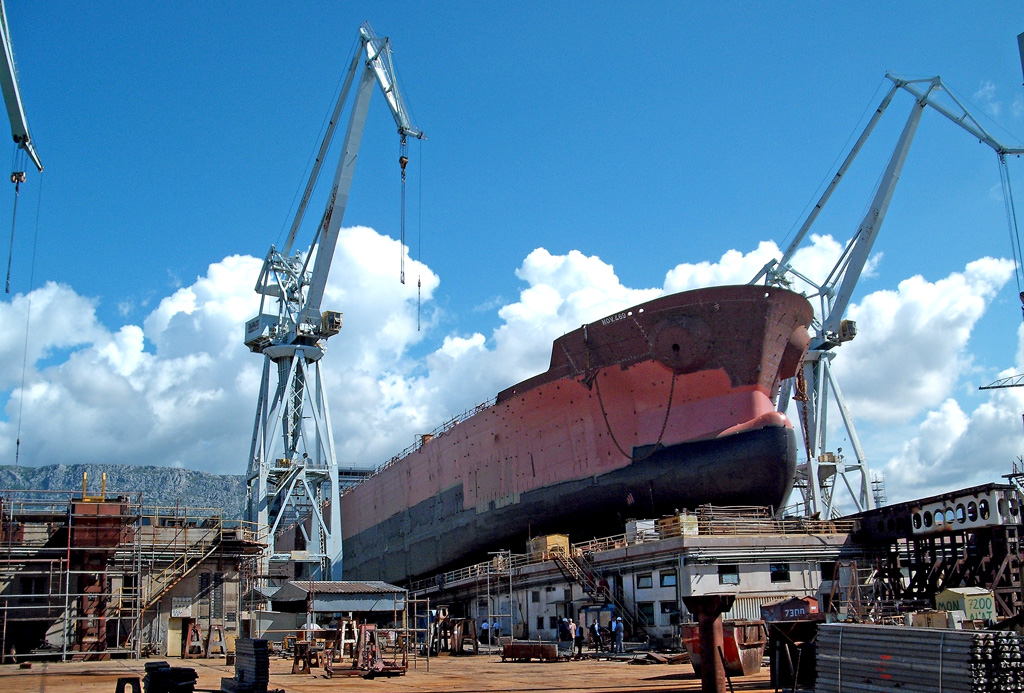
Судно для перевозки сока MV Orange Star на стапеле верфи «Бродосплит»

Компания была образована в 1922 году путём слияния нескольких судостроительных предприятий в этом районе. На нынешнем месте располагается с 1932 года. Во второй половине XX века началось быстрое расширение компании, в результате чего она превратилась в одну из крупнейших хорватских верфей.
«Бродосплит» является акционерным обществом, основным держателем акций которого до 2013 года было правительство Хорватии. Основная деятельность — проектирование и строительство широкого ряда кораблей для международного рынка. 
В 2013 году компания была приватизирована, новым владельцем стала хорватская компания DIV, начавшая масштабную реструктуризацию и оптимизацию. В результате численность рабочих была сокращена с 4000 до примерно 2300 человек.

## Построенные корабли

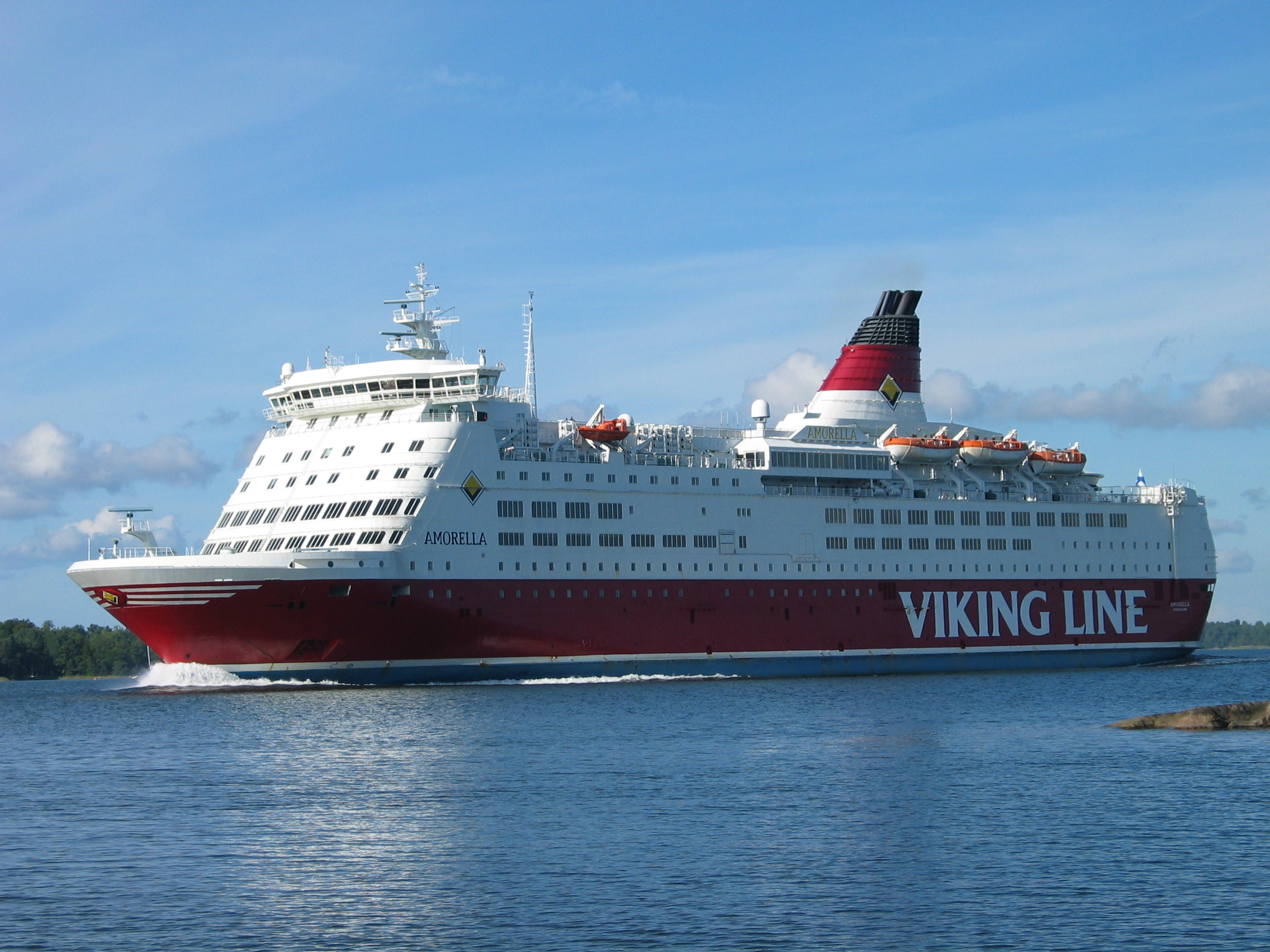
Паром MS Amorella

«Бродосплит» способна строить и спускать на воду корабли длиной до 280 м водоизмещением до 166000 т. На сегодняшний день здесь построено около 350 судов суммарным дедвейтом свыше 9 млн т, в том числе многие танкеры типа панамакс и не-панамакс, а также контейнеровозы, балкеры, земснаряды и пассажирские суда.
80 % построенных судов предназначались для экспорта в различные страны: Великобританию, Францию, Финляндию, Норвегию, Швецию, Польшу, Германию, Швейцарию, Грецию, Россию, Индию, Либерию, Нигерию, Пакистан, Мексику, Аргентину, Бразилию, Венесуэлу и США.
В составе компании действует подразделение BSO - Brodogradilište specijalnih objekata, занимающееся строительством кораблей по спецпроектам. Среди них военные корабли: фрегаты, патрульные катера, десантные корабли, подводные лодки и т. д. — ранее для югославских военно-морских сил, в настоящее время — для Военно-морских сил Хорватии. Также здесь строятся нефтяные платформы, роскошные яхты, небольшие круизные суда, катамараны, паромы среднего размера, как например  MV Jadran для Jadrolinija, а также некоторых специализированные суда, как например исследовательское судно, Bios Dva, спущенное на воду в 2009 году.

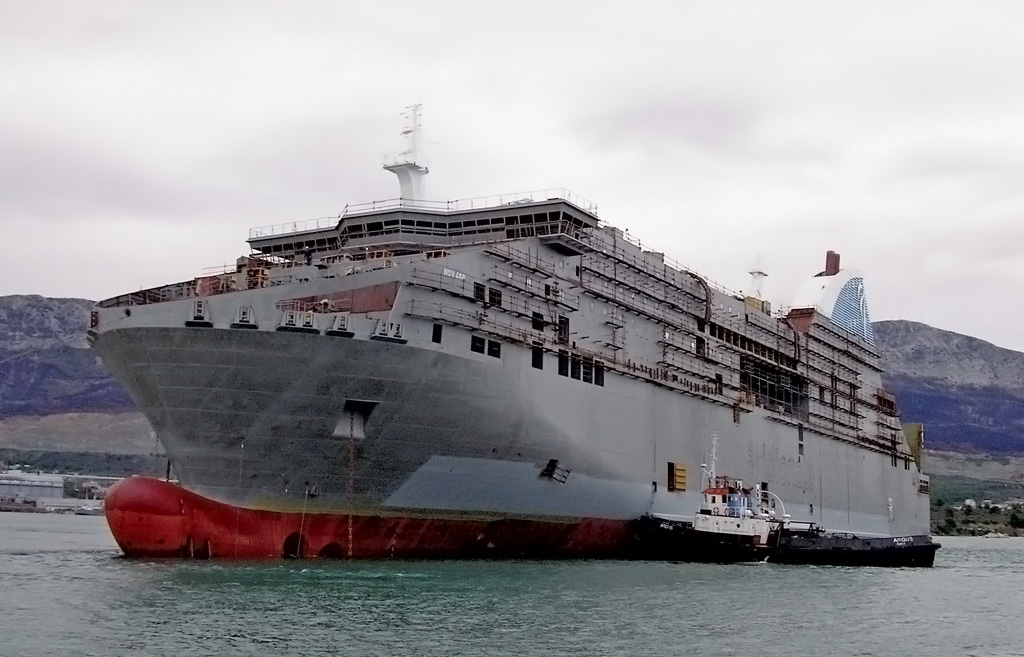
Ролкер MS Piana через несколько минут после спуска на воду.

С 1988 по 1994 год на «Бродосплит» построено четыре крупных парома тоннажем 34 384 брт для различных заказчиков, крупнейшим среди которых был SF-Line. Они получили имена MS Amorella, MS Isabelle, MS Frans Suell и MS Thomas Mann. Эти суда неоднократно становились лауреатами премий «судно года».
Одна из последних инновационных разработок — два судна для греческого заказчика, сочетающие конструкцию танкера и ролкера. Они могут транспортировать нефтепродукты с материка на греческие острова и грузовики, на которых можно осуществлять доставку по островам.
В 2011 году построен 189-метровый танкер Orange Star для перевозки 32 000 000 литров свежевыжатого апельсинового сока в четырнадцати специальных стерильных охлаждаемых ёмкостях. Подобный тип танкеров производится только в Хорватии и Норвегии
В том же году для французской компании SNCM построен 12-палубный пассажирский ролкер Piana тоннажем 41,300 брт и длиной 180 м, вмещающий 750 пассажиров, имеющий парковочные места для автомобилей общей длиной 2500 м и оборудованный вертолётной площадкой на верхней палубе. Сумма контракта составила $150 млн, что сделало судно самым дорогим из когда-либо построенных в Хорватии.
В 2013 году «Бродосплит» построила два плавучих крана для Jumbo Shipping, ставших крупнейшим среди этого типа судов. Их длина 152 м, ширина 27 м, водоизмещение 14 000 т. На палубе установлено по два  краны, каждый грузоподъемностью 1500 т, в результате чего общая грузоподъемность судна достигла рекордных 3000 т.